# Cuthbert Jacobs
Cuthbert Jacobs, född 5 januari 1952, är en antiguansk och barbudansk friidrottare. Han deltog vid olympiska sommarspelen 1976.